# Bernard S. Champoux

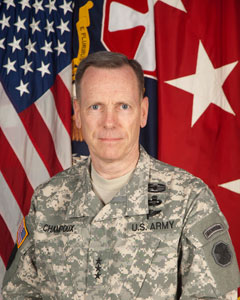
Bernard S. Champoux

Bernard S. Champoux (* um  1955) ist ein pensionierter Generalleutnant der United States Army. Er war unter anderem Kommandeur der 8. Armee und der 25. Infanteriedivision.
Über die Officer Candidate School (OCS) gelangte Bernard Champoux im Jahr 1977 in das Offizierskorps des US-Heeres. Dort wurde er als Leutnant der Infanterie zugeteilt. In der Armee durchlief er anschließend alle Offiziersränge vom Leutnant bis zum Drei-Sterne-General.
Im Lauf seiner militärischen Karriere absolvierte Champoux verschiedene Kurse und Schulungen. Dazu gehörten unter anderem der Infantry Officer Basic Course, der Armor Officer Advanced Course, das Command and General Staff College und der Joint General Officers’ CAPSTONE Course.
In seinen jüngeren Jahren absolvierte er den für Offiziere in den niederen Rangstufen üblichen Dienst in unterschiedlichen Einheiten und Standorten. Dazu gehörten auch Aufgaben als Stabsoffizier in verschiedenen Hauptquartieren. Champoux kommandierte militärische Einheiten auf fast allen Ebenen bis zum Armeekommandeur. Er war zu Beginn seiner Laufbahn unter anderem in Wiesbaden stationiert. Es folgten Versetzungen zu verschiedenen amerikanischen Militärstandorten. Er war Bataillonskommandeur in der 25. Infanteriedivision auf Hawaii und dann Kommandeur der 2. Brigade der 10. Gebirgsdivision in Fort Drum.
Von 2010 bis 2012 kommandierte Bernard Champoux die 25. Infanteriedivision. Teile der Division waren damals im Irak und in Afghanistan eingesetzt. Im Irak kommandierte er während der Operation New Dawn auch das United States Division-Center. Nach seiner Zeit als Divisionskommandeur wurde er nach Südkorea versetzt, wo er zunächst stellvertretender Kommandeur der 8. Armee wurde. Am 27. Juni 2013 erhielt er dann unter Beförderung zum Generalleutnant als Nachfolger von John D. Johnson den Oberbefehl über diese Armee, den er bis zum Eintritt in den Ruhestand im Februar 2016 behielt. Gleichzeitig war er Stabschef des dortigen United Nations Commands, des gemeinsamen südkoreanisch-amerikanischen Militärkommandos und der United States Forces Korea.
Seit seiner Pensionierung ist bzw. war Champoux in den Vorständen verschiedener Firmen tätig. Zudem ist er unter anderem Mitglied der Korean Defense Veterans Association.

## Auszeichnungen
Auswahl der Dekorationen, sortiert in Anlehnung an die Order of Precedence of Military Awards:
- Army Distinguished Service Medal
- Defense Superior Service Medal
- Legion of Merit
- Bronze Star
- Meritorious Service Medal